# Schlacht bei Wandiwash
Kalkutta – Chandannagar – Plassey – Cuddalore – Negapatam – Condore – Madras – Masulipatam – Pondicherry I – Chinsurah – Wandiwash – Pondicherry II – Manila – Palaris-Aufstand
Die Schlacht bei Wandiwash (englisch: Battle of Wandiwash, französisch: Bataille de Wandiwash) war eine Schlacht zwischen den Franzosen und den Briten am 22. Januar 1760 in Indien. Die Schlacht war Teil des dritten Karnatischen Krieges zwischen dem französischen und dem britischen Kolonialreich, der selbst Teil des globalen Siebenjährigen Krieges war. Nachdem die Briten in Bengalen und Hyderabad erhebliche Zugewinne erzielt und sich mit den dort gemachten Einnahmen voll ausgerüstet hatten, stellten sie sich den Franzosen bei dem indischen Ort Vandavasi (Wandiwash ist die anglisierte Aussprache von Vandavasi). Die Franzosen wurden von den Briten besiegt.

## Die Schlacht

Politische Situation in Indien gegen Ende des Siebenjährigen Krieges, 1763

Nach Eduard Cust bestand die französische Armee aus 300 europäischen Kavalleristen, 2250 europäischen Infanteristen, 1300 Sepoys (Kolonialtruppen), 3000 Marathen und 16 Artilleriegeschützen, während die Engländer etwa 80 europäische Pferde, 250 einheimische Pferde, 1900 europäische Infanteristen, 2100 Sepoys und 26 Artilleriegeschütze zum Einsatz bringen konnten. Die Franzosen hatten also bei der Infanterie eine Überlegenheit von etwa 3:2, während die Briten bei der Artillerie etwa 5:3 überlegen waren.
Die vom Comte de Lally kommandierten Franzosen litten unter mangelnder Unterstützung der Marine, der die Mittel dazu fehlten. Sie versuchten daher das Fort von Vandavasi im heutigen Tamil Nadu  zurückzugewinnen. Bei diesem Versuch wurden sie von britischen Streitkräften unter dem Kommando von Eyre Coote angegriffen und in der sich daraus entwickelnden Schlacht entscheidend besiegt.

## Nachwirkungen
Die Schlacht von Wandiwash führte zur britischen Eroberung von Chettupattu (Chetput), Tiruvannamalai, Tindivanam und Perumukkal. Infolge der verlorenen Schlacht wurden die Franzosen in Südindien unter dem Kommando von General Marquis de Bussy-Castelnau auf Pondichéry beschränkt, wo sie sich am 22. Januar 1761 ergaben.
Der Zusammenbruch der französischen Position in Indien war einer der Gründe, die Frankreich dazu zwangen, den Friedensvertrag von Paris von 1763 zu unterzeichnen. Dadurch wurde Frankreich auf die Rolle als Händler in Indien beschränkt, weitere französische imperiale Ambitionen in diesem Land wurden damit effektiv beendet. Großbritannien hingegen etablierte nach diesem Kampf seine Vormachtstellung in Indien gegenüber anderen europäischen Mächten.